# Aérodrome de Solwezi
L'aérodrome de Solwezi est un aéroport près de l'autoroute T5  à Solwezi, en Zambie (code IATA : SLI • code OACI : FLSW).

## Situation
| Chipata Livingstone Lusaka Mansa M'fuwe Ndola Solwezi Kasama |

## Compagnies aériennes et destinations
| Compagnies       | Destinations |
| ---------------- | ------------ |
| Proflight Zambia | Lusaka       |
| Zambia Airways   | Lusaka       |